# Zamenhofův den
| Esperanto |  |
| |  |
| Jazyk |  |
| |  |
| - Akademie esperanta - Gramatika - Slovníky - Esperantologie - Abeceda - Číslovky - Fundamento - lernu! - Letní škola esperanta                                                                             |  |
| |  |
| Organizace |  |
| |  |
| - UEA - TEJO - E@I - EEU - SAT - Český esperantský svaz - Česká esperantská mládež - Esperantské kluby - Katolíci                                                                                           |  |
| |  |
| Dějiny |  |
| |  |
| - Ludvík Lazar Zamenhof - Časová osa - Buloňská deklarace - Ido-schizma - Krize ata/ita - Neutrální Moresnet - Interhelpo - Pražský manifest - Bona Espero - Esperantské město                              |  |
| |  |
| Kultura |  |
| |  |
| - Esperantská setkání - Pasporta Servo - Hudba - Rozhlas - Finvenkismus - Homaranismus - Kabei - Politika - La Espero - Stelo - Symboly (vlajka) - UK - IJK - Esperantista - Rodilí mluvčí - Zamenhofův den |  |
| |  |
| Literatura |  |
| |  |
| - Autoři - Esperantské časopisy - Esperantské slovníky - PIV - Wikipedie - KAEST |  |
| |  |
| Úhly pohledu |  |
| |  |
| - Propedeutická hodnota - Srovnání s idem - Srovnání s interlinguou - Reformy - Odpor vůči esperantu |  |

Zamenhofův den (15. prosinec) je dnem narozenin L. L. Zamenhofa (1859–1917), iniciátora jazyka esperanto, a současně nejvíce oslavovaným svátkem esperantské kultury. Za účelem oslav pořádají mnozí esperantisté, kluby esperantistů a esperantské organizace po celém světě v tento či jiný blízký den zvláštní setkání. Myšlenky spojené s esperantem a blízkost Zamenhofova dne k Vánocům často přimějí účastníky těchto schůzí také k výměně drobných dárků (oblíbené jsou hlavně knihy psané v esperantu) a blahopřání. Někdy se během takovýchto setkání konají také přednášky o osobě L. L. Zamenhofa.

## Alternativní pojetí
Někteří mluvčí esperanta, kterým se nelíbí přehnané oslavování života jediného konkrétního člověka, navrhují namísto toho slavit 15. prosinec jako Den esperantské literatury (či Den esperantské knihy). Vybízejí proto esperantské organizace, které organizují aktivity při příležitosti tohoto dne, aby do jejich programu zahrnuly i recenze knih či přednášení poezie nebo aby se v tento den zveřejňovaly ediční plány nakladatelství. Jedinci se zase mohou zapojit tak, že si zakoupí novou knihu, začnou nějakou psát nebo přispějí v tento den podobným vhodným způsobem k rozvoji esperantské literatury.

## Původ tradice
Tradice Zamenhofova dne pochází už z 20. let 20. století, kdy byl na základě návrhu skupiny intelektuálů a aktivních členů esperantského hnutí (mj. Julio Baghy a Nikolaj Někrasov) zvolen 15. prosinec jakožto esperantský svátek.

## 2009
Výročí 150 let od narození Zamenhofa bylo 15. prosince 2009 oslaveno několika významnými událostmi. Rada města Białystoku toho dne slavnostně otevřela nové Zamenhofovo centrum a v New Yorku proběhlo sympozium k poctě Zamenhofa s vystoupením Ariky Okrent, Humphreyho Tonkina a jiných profesorů. Internetový vyhledávač Google zobrazoval při této příležitosti během dne ve svém logu vlajku esperanta (Google Doodle), což přimělo přibližně 2 miliony lidí, aby na něj klikli a přečetli si článek o Zamenhofovi nebo esperantu na Wikipedii.